# Кац Лев Олегович
Лев Олегович Кац (25 лютого 2001) — український спортсмен з настільного тенісу. Майстер спорту України міжнародного класу. Представляє Запорізьку область. Бронзовий призер літніх Паралімпійських ігор 2020 у Токіо.

## Спортивні досягнення
- Чемпіон та срібний призер Чемпіонату Європи 2019 року
- Чемпіон світу в парному розряді 2022 року